# Piotr z Bnina i Opalenicy (zm. 1466)
Piotr z Bnina i z Opalenicy zwany Mosińskim, pisał się też z Radlina herbu Łodzia (zm. w 1466 roku) – kasztelan santocki w latach 1463–1466, starosta Mosiny po 1448 roku.

## Życiorys
Pochodził z rodziny Bnińskich – wielkopolskiej rodziny magnackiej, wywodzącej się z Bnina pod Poznaniem (komesowie na Bninie).
W Samostrzelu zachował się pałac rodziny Bnińskich.
Przyjął on nazwisko od miejscowości Bnin, tak jak ojciec Piotr Bniński (1390–1448) – kasztelan gnieźnieński i podróżnik, geograf, był starostą mosińskim.
Jego braćmi byli:
- Maciej z Bnina Moszyński (ur. po 1420–1493), h. Łodzia – starosta generalny Wielkopolski (1475), wojewoda poznański (1477) oraz kaliski (1476)
- Piotr z Bnina Moszyński (zm. 1493) – biskup przemyski oraz kujawski.

Miał cztery siostry: Barbarę, Dorotę, Annę oraz Małgorzatę, którą poślubił Zbigniew Bąk herbu Zadora (zm. ok. 1472).
Z działu braterskiego w roku 1457 wziął wraz z bratem Maciejem: część miasta Bnina i wsi Położejewo; Polwicę; połowy wsi: Rucewo, Góra, Grabowiec, Gołutowo, Drzązgowo, Żabice, Sokolniki, Ostrów, Borzejewo; całe wsie: Radlin, Kąty, Wilkowyja; połowę wsi Uszczonowo; całe Spytkowice, Łagiewniki oraz sumy na dobrach królewskich, tj. mieście Mosinie oraz wsiach: Pożegowo, Sowiniec, Krosno, Żabno, w powiatach: poznańskim, pyzdrskim, kościańskim i kaliskim. (P.1382 s.64).
Piotr jako pierwszy używa nazwiska Opaliński w roku 1453. Oprócz Opalenicy posiadał następujące miejscowości: Sieraków, Międzychód, Dobrzenicę, Rynarzewo, Szubin, Radzewo, Śmigiel, Boguniewo, Kluczewo, Jarocin, Wojnowice, Dakowy Mokre, Turczyn, Rychwał, Kostrzewo, Tuliszków i Trzciel.
Z żoną Małgorzatą z Gryżyny i z Włoszakowic miał trzech synów:
- Piotra Opalińskiego z Opalenicy (zm. 1506) – sędziego ziemskiego poznańskiego, kasztelana lądzkiego
- Jana Opalińskiego
- Mikołaja Opalińskiego – ożenionego z Barbarą ze Zbąszynia

oraz cztery córki:
- Barbarę (mąż: Marcin Poniecki – podkomorzy poznański)
- Katarzynę (mąż: Wojciech Potulicki – kasztelan kamieński)
- Małgorzatę (mąż: Jan Thader)
- Zofię (mężowie: Marcin Zbąski i Jan Turek Łącki)